# Północ (godzina 0:00)
Północ, czyli połowa nocy – czas stanowiący umownie koniec jednej doby i początek następnej.
Północ słoneczna – przeciwieństwo południa słonecznego. Występuje, kiedy Słońce jest najbliżej nadiru. Z powodu wprowadzenia stref czasowych, północ słoneczna bardzo rzadko pokrywa się z północą zegarową.

## Początek i koniec dnia
Północ jest równocześnie końcem dnia i początkiem następnego według czasu cywilnego. Stwarza to pewien problem, ponieważ z jednym dniem można w ten sposób połączyć dwie północe. Aby rozróżnić między nimi zwykło się odnosić do początku dnia jako godziny 0:00, natomiast do końca dnia jako 24:00, a zatem „dzisiaj 24:00” to ten sam punkt w czasie, co „jutro 0:00”.
W przypadku notacji 12-godzinnej sprawa ma się nieco inaczej – U.S. Government Style Manual (2008) zaleca użycie zapisu „12 a.m.” na oznaczenie północy i „12 p.m.” na oznaczenie południa.
Niektóre kalendarze religijne wciąż rozpoczynają dzień o innej porze. W kalendarzu hebrajskim i islamskim dzień zaczyna się o zmierzchu.

## Znaczenia kulturowe
Północ oraz południe – jako punkty kulminacyjne dnia i nocy – od zawsze odgrywały wielką rolę we wszelkiego rodzaju rytuałach. Północ w tym wypadku odnosi się do północy słonecznej, która jest przeciwieństwem południa słonecznego i jest kojarzona z chaosem i siłami zła. Z tego właśnie powodu północ była często wybierana jako najlepszy czas na przeprowadzenie wszelkiego rodzaju rytuałów związanych ze złem i ciemnością. Wtedy to właśnie miały się ukazywać duchy, zjawy i demony. Wszelkiego rodzaju przedmioty (rośliny, substancje) pozyskane o północy miały posiadać szczególne cechy i własności magiczne, które ceniono w pogańskich rytuałach.
Wszystkie stworzenia ciemności polowały w nocy, a szczyt sił osiągały o północy. Według mitologii słowiańskiej, o północy strzygi wstawały z grobów, aby polować na śmiertelników i wysysać ich krew, zmory atakowały śpiących i kradły im oddech, a diabły przybywały po grzeszników. Polscy Żydzi wierzyli, że o północy dybuki mogły opętać człowieka i pozbawić go rozumu.
Na Zegarze Zagłady z Bulletin of the Atomic Scientists północ reprezentuje zagładę ludzkości.